# Volkameria
Volkameria es un género de  plantas fanerógamas de la familia de las lamiáceas. Comprende 12 especies descritas y de estas, 11 aceptadas.

## Distribución
El género es nativo de zonas tropicales del mundo. 

## Taxonomía
El género fue descrito por Carlos Linneo y publicado en Species Plantarum 2: 637. 1753.

## Especies aceptadas
- Volkameria acerbiana Vis.
- Volkameria aculeata L.
- Volkameria aggregata (Gürke) Mabb. & Y.W.Yuan
- Volkameria eriophylla (Gürke) Mabb. & Y.W.Yuan
- Volkameria glabra (E.Mey.) Mabb. & Y.W.Yuan
- Volkameria heterophylla Poir.
- Volkameria inermis L. - hierba de las paridas[3]
- Volkameria ligustrina Jacq.
- Volkameria linifolia (Ewart & B.Rees) Mabb. & Y.W.Yuan
- Volkameria mollis (Kunth) Mabb. & Y.W.Yuan
- Volkameria pittieri (Moldenke) Mabb. & Y.W.Yuan